# Leonida
Leonida je žensko osebno ime.

## Izvor imena
Ime Leonida je ženska oblika grškega moškega imena Leonidas oziroma Leonides. Ime Leonidas nekateri razlagajo kot zloženko iz grških besed leon v pomenu »lev« in idea v pomenu »pogled, videz podoba, oblika, lastnost, mišljenje, predstava, ideja, vzor«. Drugi pa ime izpeljujejo tudi iz imena Leon  in sufiksa -ides v pomenu »sin, potomec«, to je »sin, potomec Leona«.

## Slovenske različice
- ženske oblike imena:Lea , Leona, Levči
- moška oblika imena: Leonid

## Tujejezikovne različice
Le'onidas (m) gr., Leonida (m) ital., Leonida (m) rus.,

## Pogostost imena
Po podatkih Statističnega urada Republike Slovenije je bilo na dan 31. decembra 2007 v Sloveniji število ženskih oseb z imenom Leonida: 539. Med vsemi ženskimi imeni pa je ime Leonida po pogostosti uporabe uvrščeno na 249. mesto.

## Slavni nosilci imena
- Leonidas, špartanski kralj in vojskovodja, ki je leta 480 pr .n. št. padel pri Termopilah.

## Osebni praznik
V koledarju je ime Leonida skupaj z imenom Leonid; god praznuje 22. aprila.